# Vrapci (Bośnia i Hercegowina)
Vrapci (cyr. Врапци) – wieś w Bośni i Hercegowinie, w Republice Serbskiej, w mieście Sarajewo Wschodnie, w gminie Sokolac. W 2013 roku liczyła 56 mieszkańców.